# Smile (Beach Boys-album)
Smile (ibland också utskrivet som SMiLE) är troligen världens mest berömda outgivna rockalbum inspelat av den amerikanska pogruppen The Beach Boys. Albumet var av gruppens frontman och kompositör Brian Wilson tänkt som uppföljare till gruppens legendariska album Pet Sounds, men av flera anledningar klarade Brian Wilson inte av pressen från sig själv och andra att överträffa det albumet. Textförfattare för Smile var Van Dyke Parks. Projektet slutfördes aldrig och albumet förblev officiellt outgivet i komplett form. Delar av materialet gavs dock ut 1993 på CD-boxen Good Vibrations. Dessutom har det förekommit illegala versioner, så kallade bootlegs.
2003 återupptog dock Brian Wilson projektet och året efter gavs albumet Smile ut som ett soloalbum med nyinspelningar (och en del nyskrivna partier) av de låtar som var tänkta för originalutgåvan. Fem år senare, 2011, gavs en Beach Boys-box ut kallad The Smile Sessions, en serie låtar som var ihopsatta av originalinspelningarna från 60-talet.
Under de 37 år som albumet låg outgivet omsvärmades det av mystik och rykten. Många av låtarna som egentligen var tänkt för Smile, däribland gruppens jättehit "Good Vibrations" gavs dock ut senare på efterföljande album.